# Kils pastorat
Kils pastorat är ett pastorat i Södra Värmlands kontrakt i Karlstads stift i Svenska kyrkan.
Pastoratet har haft nuvarande omfattning sedan 1992 och fick nuvarande namn 2015 (tidigare namnet var Stora Kils pastorat). Pastoratskoden är 090909.
Pastoratet omfattar följande församlingar:
- Boda församling
- Frykeruds församling
- Stora Kils församling